# Rami Ollaik

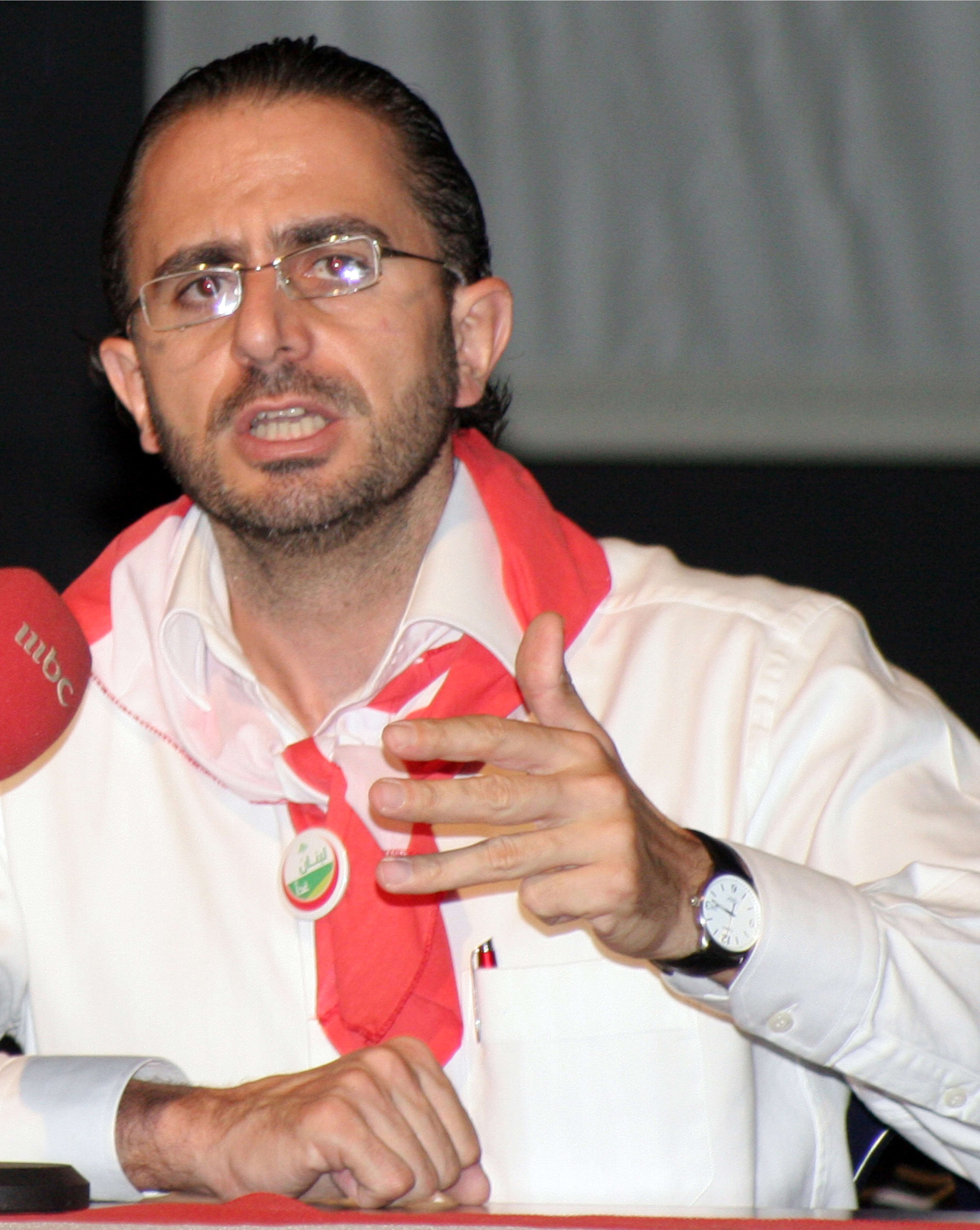
Rami Ollaik

Rami Salman Ollaik (manchmal Olaik, Olleik oder Oleik geschrieben; arabisch رامي سلمان عليق‎; * 2. November 1972) ist ein libanesischer Autor, Anwalt und Dozent für Bienenhaltung an der American University of Beirut (AUB).
Sein erster Roman, eine Autobiographie unter dem Titel La route des abeilles, erschien 2013 in englischer Übersetzung als The Bees Road. Er beschreibt seinen persönlichen Weg vom Aufwachsen innerhalb der Hisbollah und seiner anschließenden Abkehr dieser.

## Leben
Ollaik wurde in Khiam im Süd-Libanon geboren. Seine Familie war seit Generationen mit der Bienenzucht vertraut. Während des libanesischen Bürgerkrieges musste die Familie aufgrund der Gewalt und der Zerstörung mehrfach ihren Wohnort wechseln.
Im Alter von 13 Jahren war Ollaik durch die Hisbollah rekrutiert worden. Mit 19 Jahren zog er nach Beirut, wo er sich an der AUB für Agrarwissenschaften einschrieb. 1992 wurde er der Repräsentant der Hisbollah (Partei Gottes) an der AUB, 1996 trat er jedoch zurück.
Später baute er Beziehungen zu Menschen unterschiedlicher religiöser und politischer Zugehörigkeit auf. Dies half ihm, sein System von Überzeugungen neu zu bewerten, und führte dazu, dass er die Hisbollah zum Ende des Jahres 1996 verließ. Im selben Jahr beendete Ollaik sein Studium der Agrarwissenschaften an der AUB und Recht an der libanesischen Universität (arabisch: الجامعة اللبنانية, französisch: Université Libanaise). Im Anschluss begann er sein Studium für einen Master-Abschluss in Agrarökonomie, ebenfalls an der AUB, und trat später der Beirut Bar Association bei.
1999 zog Ollaik in die USA, um sich an der University of Florida für ein Ph.D.-Studienprogramm am Food and Resource Economics Department einzuschreiben. Anfang 2002, Monate nach den Terroranschlägen vom 11. September 2001, wurde er nach einem Libanon-Aufenthalt bei der Einreise in die USA am John F. Kennedy International Airport zunächst verhört, dann vier Stunden lang festgehalten und schließlich in den Libanon abgeschoben. Er durfte seine Doktorarbeit via Korrespondenz beenden, und im Jahr 2004 kehrte er als Professor für Imkerei an die AUB zurück.
Ollaik gründete Lebanon Ahead, eine Bürgerbewegung mit dem Ziel, die wirtschaftliche Situation im Lande zu verbessern und den Libanon in eine friedvolle und demokratische Nation zu wandeln, in der eine Plattform für die Verständigung der Volksgruppen und verschiedenen religiösen Gruppen geschaffen wird. Ferner gründete er eine Koalition von unabhängigen demokratisch-zivilen Kräften, Takadom, und bewarb sich mit zwei weiteren Kandidaten für Lebanon Ahead für einen Parlamentssitz in der Wahl 2009.

## Werk
2008 schrieb Ollaik seine Autobiographie, die arabischsprachige Version von The Bees Road – Rami Ollaik’s Republic, die im selben Jahr publiziert wurde. In dieser Autobiographie zeichnet er seine Erfahrungen mit der Hisbollah und seine Abkehr von ebendieser nach. Das Buch kritisiert die sog. Partei Gottes und ihre Bedrohung für ein harmonisches Miteinander und nimmt den Leser mit auf eine Reise aus dem Süd-Libanon und der Hisbollah an die American University von Beirut und nach Amerika.

## Veröffentlichungen
- La route des abeilles. 2008 arabische Original-Version, November 2011 französische Übersetzung[10], englische Übersetzung (The Bees Road) Mai 2013.
- Your Guide To Beekeeping.[11]
- Under the green waters (arabische Version), Fortsetzung von The Bees Road, November 2012.[12]